# Dolič (Kuzma, Slovenija)
Dolič (mađarski: Völgyköz, prekomurski: Doliče, njemački: Dollitsch) je naselje u slovenskoj Općini Kuzma. Dolič se nalaze u pokrajini Prekmurju i statističkoj regiji Pomurju. 

## Stanovništvo
Prema popisu stanovništva iz 2002. godine naselje je imalo 415 stanovnika.